# Rufoclanis rosea
Rufoclanis rosea är en fjärilsart som beskrevs av Druce 1882. Rufoclanis rosea ingår i släktet Rufoclanis och familjen svärmare. Inga underarter finns listade.